# Epiplema turbinata
Epiplema turbinata är en fjärilsart som beskrevs av W. Warren 1907. Epiplema turbinata ingår i släktet Epiplema och familjen Uraniidae. Inga underarter finns listade i Catalogue of Life.